# 2. Liga (Polen) 2004/05
Die 2. Liga 2004/05 war die 57. Spielzeit der zweithöchsten polnischen Fußball-Spielklasse der Herren. Sie begann am 30. Juli 2004 und endete am 11. Juni 2005.

## Modus
Die 18 Mannschaften spielten an insgesamt 34 Spieltagen aufgeteilt in einer Hin- und Rückrunde jeweils zwei Mal gegeneinander. Die ersten drei Vereine stiegen direkt in die Ekstraklasa auf, während der Viertplatzierte über die Play-offs aufsteigen konnte. Die beiden Letzten stiegen direkt ab, die Teams von Platz 13 bis 16 spielten in der Relegation gegen den Abstieg.

## Vereine
| Verein                       | Stadt                   |
| ---------------------------- | ----------------------- |
| GKS Bełchatów                | Bełchatów               |
| Jagiellonia Białystok        | Białystok               |
| Podbeskidzie Bielsko-Biała   | Bielsko-Biała           |
| Ruch Chorzów                 | Chorzów                 |
| Arka Gdynia                  | Gdynia                  |
| Piast Gliwice                | Gliwice                 |
| Szczakowianka Jaworzno       | Jaworzno                |
| Korona Kielce                | Kielce                  |
| ŁKS Łódź                     | Łódź                    |
| Widzew Łódź                  | Łódź                    |
| MKS Mława                    | Mława                   |
| Świt Nowy Dwór Mazowiecki    | Nowy Dwór Mazowiecki    |
| KSZO Ostrowiec Świętokrzyski | Ostrowiec Świętokrzyski |
| Górnik Polkowice             | Polkowice               |
| Radomiak Radom               | Radom                   |
| RKS Radomsko                 | Radomsko                |
| Zagłębie Sosnowiec           | Sosnowiec               |
| Kujawiak Włocławek           | Włocławek               |

## Abschlusstabelle
| Pl. | Verein                        | Sp. | S  | U  | N  | Tore    | Diff. | Punkte |
| --- | ----------------------------- | --- | -- | -- | -- | ------- | ----- | ------ |
| 1.  | Korona Kielce (N)             | 34  | 18 | 13 | 3  | 051:330 | +18   | 67     |
| 2.  | GKS Bełchatów                 | 34  | 19 | 9  | 6  | 058:350 | +23   | 66     |
| 3.  | Arka Gdynia                   | 34  | 18 | 10 | 6  | 044:230 | +21   | 64     |
| 4.  | Widzew Łódź (A)               | 34  | 16 | 10 | 8  | 044:260 | +18   | 58     |
| 5.  | Podbeskidzie Bielsko-Biała    | 34  | 17 | 7  | 10 | 039:330 | +6    | 58     |
| 6.  | Jagiellonia Białystok         | 34  | 14 | 12 | 8  | 045:290 | +16   | 54     |
| 7.  | Zagłębie Sosnowiec (N)        | 34  | 17 | 3  | 14 | 048:440 | +4    | 54     |
| 8.  | Kujawiak Włocławek (N) 1      | 34  | 15 | 9  | 10 | 048:360 | +12   | 54     |
| 9.  | ŁKS Łódź                      | 34  | 13 | 12 | 9  | 048:420 | +6    | 51     |
| 10. | KSZO Ostrowiec Świętokrzyski  | 34  | 14 | 8  | 12 | 043:410 | +2    | 50     |
| 11. | Świt Nowy Dwór Mazowiecki (A) | 34  | 13 | 10 | 11 | 034:300 | +4    | 49     |
| 12. | Górnik Polkowice (A)          | 34  | 10 | 11 | 13 | 029:420 | −13   | 41     |
| 13. | Piast Gliwice                 | 34  | 10 | 6  | 18 | 029:370 | −8    | 36     |
| 14. | Ruch Chorzów                  | 34  | 8  | 11 | 15 | 036:500 | −14   | 35     |
| 15. | Szczakowianka Jaworzno        | 34  | 8  | 9  | 17 | 037:380 | −1    | 33     |
| 16. | Radomiak Radom (N)            | 34  | 8  | 7  | 19 | 034:480 | −14   | 31     |
| 17. | MKS Mława (N)                 | 34  | 7  | 7  | 20 | 025:470 | −22   | 28     |
| 18. | RKS Radomsko                  | 34  | 3  | 2  | 29 | 028:860 | −58   | 11     |

Platzierungskriterien: 1. Punkte – 2. Direkter Vergleich (Punkte, Tordifferenz, geschossene Tore) – 3. Tordifferenz – 4. geschossene Tore

| (A) | Absteiger aus der 1. Liga 2003/04 |
| (N) | Neuaufsteiger aus der 3. Liga     |

## Play-offs
Die Spiele fanden am 16. und 19. Juni 2005 statt.
|             | Gesamt |                | Hinspiel | Rückspiel |
| ----------- | ------ | -------------- | -------- | --------- |
| Widzew Łódź | 2:3    | Odra Wodzisław | 1:3      | 1:0       |

## Relegation
Die Vereine auf den Plätzen 13 bis 16 spielten gegen einen der vier Gruppenzweiten aus der 3. Liga. Die Spiele fanden am 18. und 22. Juni 2005 statt.
|                | Gesamt    |                        | Hinspiel | Rückspiel |
| -------------- | --------- | ---------------------- | -------- | --------- |
| Unia Janikowo  | (a)2:2(a) | Piast Gliwice          | 2:1      | 0:1       |
| Znicz Pruszków | (a)4:4(a) | Ruch Chorzów           | 2:4      | 2:0       |
| Polonia Bytom  | (a)2:2(a) | Szczakowianka Jaworzno | 1:0      | 1:2       |
| Tłoki Gorzyce  | 0:3       | Radomiak Radom         | 0:0      | 0:3       |